# هوندا ماسانوبو
هوندا ماسانوبو (به ژاپنی: 本多 正信 Honda Masanobu)؛(۲۰ ژوئیه ۱۶۱۶–۱۵۳۸) یک سیاستمدار اهل ژاپن در دوره آزوچی–مومویاما و دوره ادو بود که به توکوگاوا ایه‌یاسو خدمت می‌کرد.
در سال ۱۵۶۳، هنگامی که قیام علیه ایه‌یاسو در ولایت میکاوا رخ داد، ماسانوبو در میکاوا ایکو-ایکی جانب دهقانان را علیه ایه‌یاسو گرفت. او نخست از توکوگاوا گریخت و در دهه‌های ۱۵۷۰ یا ۱۵۸۰ به دستور اوکوبو تادایو به ایه‌یاسو آنها ملحق شد و ایه‌یاسو را هنگام عبور از ولایت ایگا به دنبال حادثه معبد هوننو همراهی کرد.
در سال ۱۶۰۰، ماسانوبو برای راهپیمایی در امتداد ناکاسندو به ارتش توکوگاوا هیده‌تادا پیوست. اما در مسیر، هیده‌تادا برخلاف توصیه ماسانوبو به سانادا ماسایوکی در قلعه اوئدا حمله کرد و منتهی به این شد که همه سپاهیان او دیر به نبرد سکیگاهارا رسیدند.
ماسانوبو یکی از اعضای شوگون‌سالاری توکوگاوا بود و بر یک هان (ژاپن) را در ولایت ساگامی حکومت می‌کرد که ۲۲۰۰۰ «ککو» ارزیابی می‌شد. او در سال ۱۶۱۴ در محاصره اوساکا حضور داشت. ماسانوبو چندین هفته پس از ایه‌یاسو در سال ۱۶۱۶ درگذشت.